# Ehemalige Bedürfnisanstalt am Stadtpark Bochum

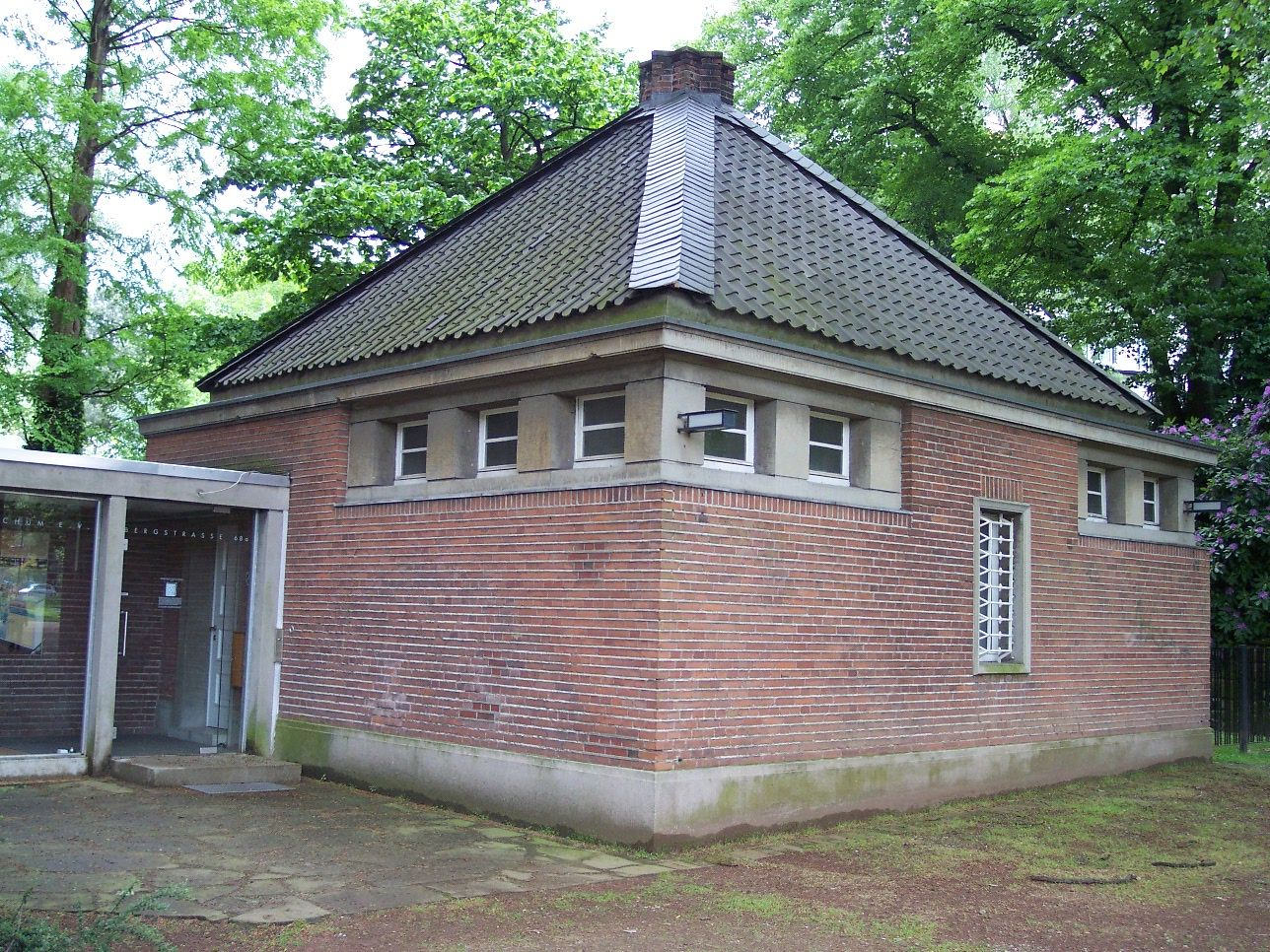
Bedürfnisanstalt am Stadtpark Bochum

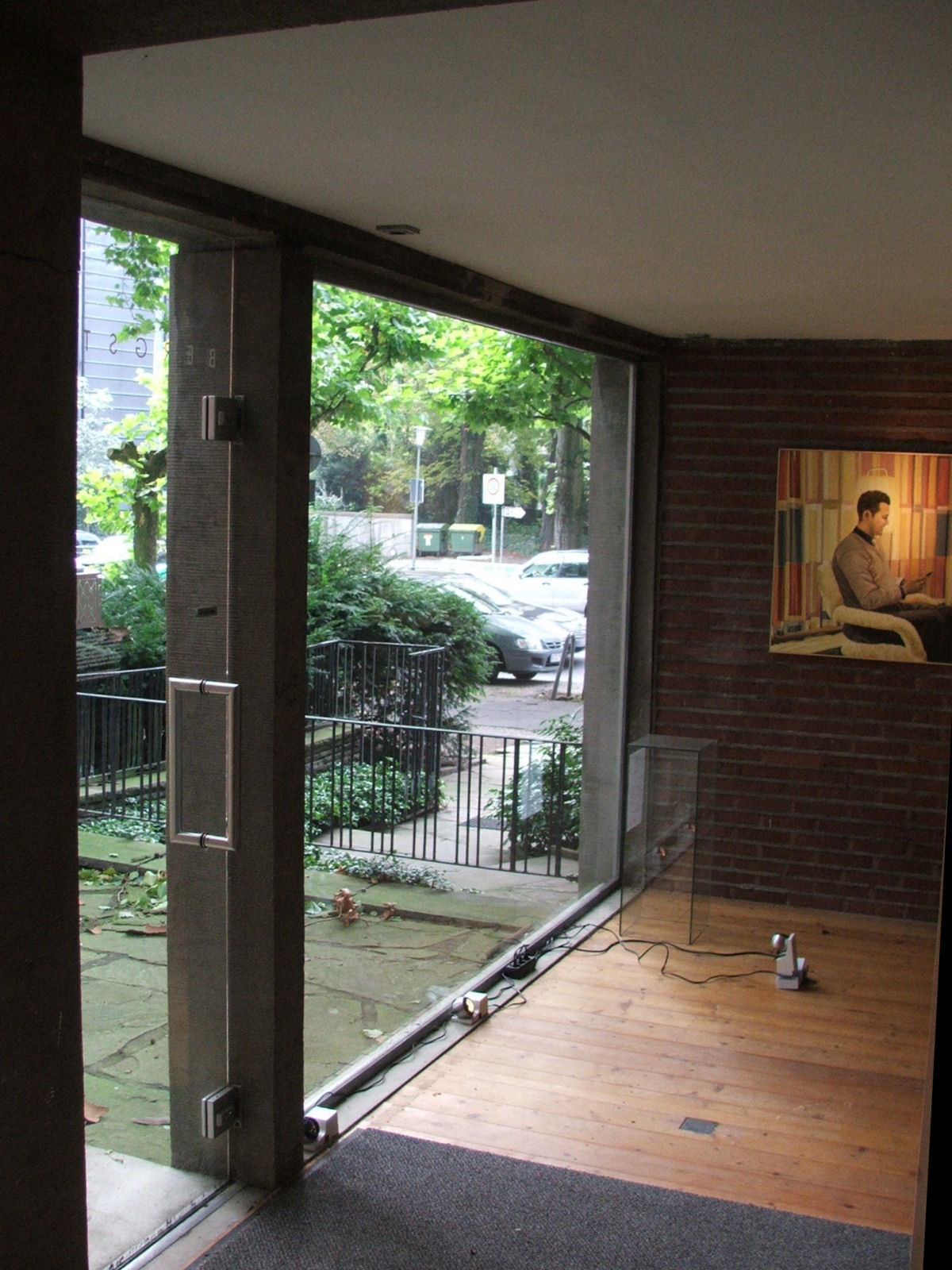
Vorbereich

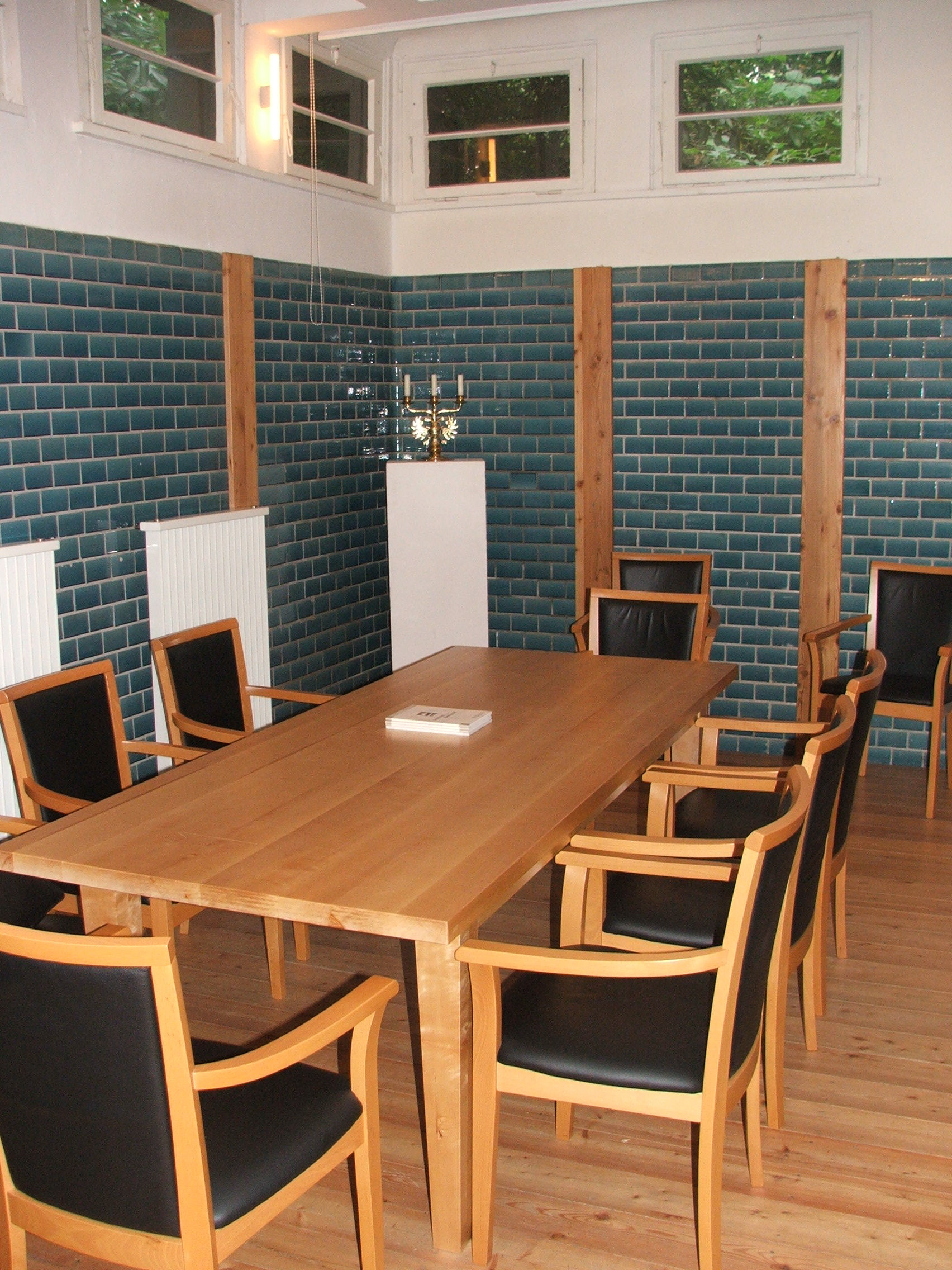
Räumlichkeiten

Die ehemalige Bedürfnisanstalt am Stadtpark Bochum ist ein Toilettenhäuschen zwischen dem Stadtpark Bochum und dem Kunstmuseum Bochum. Sie wurde 1925 in  expressionistischer Backsteinarchitektur errichtet. Ihr waren an dieser Stelle Anlagen aus Holz und Gusseisen vorangegangen.
Im Jahre 1997 wurde das Gebäude unter Denkmalschutz gestellt. Im gleichen Jahr erfolgten Renovierung und Umbau mit Unterstützung der Nordrhein-Westfalen-Stiftung Naturschutz, Heimat- und Kulturpflege. Die Spülrinnen der Bedürfnisanstalt wurden teilweise entfernt, doch blieben die blauen Kacheln im Innenbereich, Schilder und Außenleuchten voll erhalten. Seitlich wurde ein Eingangsraum angebaut.
Am 23. November 1997 konnte das renovierte Häuschen der Öffentlichkeit vorgestellt werden. Seit 1998 ist es Sitz der Kortum-Gesellschaft. Seit seinem Funktionswandel dient das Häuschen als Veranstaltungsort mit Platz für bis zu 40 Gäste und beherbergt die Bibliothek des Heimatvereins mit über 1.500 Bänden. 